# 大日川駅
大日川駅（だいにちがわえき）は、石川県石川郡鳥越村河合（現・白山市河合町）にかつてあった、北陸鉄道金名線の駅（廃駅）である。

## 概要
この地で手取川と合流する「大日川」の名にちなんでいる（「河合」という字名も2川の合流点ゆえ名づけられた）。1983年（昭和58年）に破損し金名線廃線のきっかけともなった大日川橋梁は当駅のすぐ近くにあった。同橋梁は廃線後もガーター橋が当時の姿をとどめていたが2003年（平成15年）に架け替えられ、現在はその上を白山市道釜清水河合線（通称「てどり桜街道」）と手取キャニオンロードが通っている。
上質の陶石産地である河合鉱山（後述）がすぐ近くにあり、当駅から各地へ出荷された。現在でも当時の積み出し場が残っている。なお、当駅新設の認可申請は地元村民と日本硬質陶器の要望によるものだった。
なお、当駅が開業する3年前の1934年（昭和9年）に、鮎釣り客を目的とした「大日川臨時停留場」がこの年の6月16日から9月30日まで開設されていた。この駅は当駅から下野駅方へ約200 m、大日川橋梁を渡った大日川の南岸沿いにあった。

## 歴史
- 1936年（昭和11年）7月21日：大日停車場として新設認可申請[1]。
- 1937年（昭和12年）10月5日：金名鉄道の駅として開業。
- 1938年（昭和13年）10月10日：大日川停車場に改称[2]。
- 1943年（昭和18年）10月13日：北陸鉄道への合併により同社金名線の駅となる。
- 1983年（昭和58年）10月31日：豪雨による大日川橋梁の橋脚周囲の岩盤崩壊により、当駅 - 白山下間が休止、復旧まで当駅折り返しとなる。
- 1984年（昭和59年）
  - 3月11日：復旧により営業を再開。
  - 12月12日：手取川橋梁が危険な状態となったことにより、加賀一の宮 - 白山下間の金名線全線が休止、それにより当駅も休止。
- 1987年（昭和62年）4月29日：金名線は営業再開することなく全線廃止、それにより廃駅。

## 駅構造
1面1線のホームを有する駅であったが、陶石の輸送を行うため側線も設けられていた。

## 利用状況
1984年（昭和59年）当時の乗降客数は、一日平均22人であった。

## 河合鉱山
日本硬質陶器株式会社（現・ニッコー株式会社）への原料供給のため1916年（大正5年）に採掘が始まった鉱山である。当時は同社が直接採掘していたが、1934年（昭和9年）ごろ不況により採掘から手を引き、地主の出口氏に採掘を任せるようになった（1950年（昭和25年）に「河合鉱山株式会社」設立）。のち、陶石の需要が増大し、金名鉄道を利用して名古屋方面へも出荷するようになった。第2次世界大戦中はロケット兵器の燃料容器の原料としても利用された。当駅構内には河合鉱山から索道で送られる陶石の積み込み施設があった。
戦後はむしろ衛生陶器の原料として大いに利用されており、一時期は国内の衛生陶器原料の60 - 70％が河合陶石をふくむ石川県産の陶土であったともいわれる。
なお、同様に陶土の一大産地であった服部鉱山（服部駅の項参照のこと）とは町村の境で接しているが、両社は紳士協定を結んで境界を残して採掘を進めている。

## 隣の駅
北陸鉄道
金名線
加賀河合駅 - 大日川駅 - 下野駅